# Stazione di Rocca d’Evandro-San Vittore
Stazione di Rocca d'Evandro-San Vittore vasútállomás Olaszországban, San Vittore del Lazio településen.

## Vasútvonalak
Az állomást az alábbi vasútvonalak érintik:
- Róma–Cassino–Nápoly-vasútvonal

## Kapcsolódó állomások
A vasútállomáshoz az alábbi állomások vannak a legközelebb:
- Stazione di Mignano Monte Lungo
- Stazione di Fontanarosa-Cervaro
- San Pietro Infine railway stop